# Levy Mwanawasa
Levy Patrick Mwanawasa (Mufulira, 3 de septiembre de 1948-París, 19 de agosto de 2008) fue un abogado y político zambiano, tercer presidente de Zambia desde 2002 hasta su repentino fallecimiento en 2008.

## Primeros años y educación
Mwanawasa nació en Mufulira, Rodesia del Norte como el segundo de 10 hijos y perteneciente al pequeño grupo étnico lenje. Recibió su educación primaria en distintas escuelas de la provincia minera de Copperbelt. Recibió su educación secundaria en la Escuela Chiwala en Ndola, donde participó en varios movimientos estudiantiles a favor de la independencia de diversos países del continente bajo dominación europea. 
Ingresó a la Facultad de Derecho de la Universidad de Zambia, donde llegó a ser vicepresidente del Centro de Estudiantes. Tras graduarse como abogado, trabajó en empresas de derecho privado desde 1974 hasta 1978, cuando formó su propia firma de abogados llamada Mwanawasa & Company, a la que dedicará 14 años de carrera jurídica y con la que irá acumulando reputación y prestigio hasta el punto de que en 1983 fue nombrado vicepresidente de la Asociación de Derecho de Zambia.

## Carrera política
En 1985 se desempeñó como procurador general en el gobierno de Zambia, pero regresó a la práctica privada en 1986, debido a diferencias con el partido político imperante.
En 1989, dirigió el equipo de defensa legal para el teniente general Christon Tembo, quién fue acusado por el gobierno de Kenneth Kaunda de conspiración para derrocar al gobierno, que fue juzgado como un acto de traición, pasible de la pena de muerte; Tembo ganó el caso contra el estado, y la reputación de Mwanawasa creció entre la oposición anti-Kaunda. 
Tras el caso, su reputación creció de tal manera, que el presidente del Movimiento por una Democracia Miltipartidaria (MMD), Frederick Chiluba, lo llamó para que se encargara de los asuntos legales del partido, que poco a poco se convertiría en el principal partido de oposición contra el régimen de Kaunda hasta que en 1991 el MMD obtuvo una arrolladora victoria en las elecciones generales. En ellas, Mwanawasa obtiene un escaño como diputado por la circunscripción de Chifubu, en Ndola.
Tras su victoria, Chiluba lo nombró vicepresidente en diciembre de 1991. En ese mismo año, en Sudáfrica, sufrió un grave accidente de tránsito, en la que murió su acompañante y él quedó con graves heridas que le dejaron secuelas físicas permanentes: durante la investigación del hecho se llegó a creer incluso que fue un ataque intencionado con motivos políticos, pero al final, el caso cerró sin prueba alguna. Mwanawasa dejó de manera definitiva su firma de abogados en 1992, para dedicarse de lleno a los asuntos de Estado.
Renunció a la vicepresidencia en 1994, declarándose incompetente en su cargo, más los diversos escándalos de corrupción que estaban afectando a varios altos funcionarios del gobierno. Esto causó una división entre él y Chiluba, ya que mientras Mwanawasa iba siendo una eminencia en el partido, Chiluba era fuertemente criticado por la delicada situación económica de su país, y de las acusaciones de corrupción que ha recibido el gobierno. Todo llegó a su cenit cuando en 2000, Chiluba intentó reformar la constitución para postularse a un tercer mandato, lo que generó fuertes críticas tanto de la oposición como de su propio partido y abrió el camino a posibles sucesores, entre ellos Mwanawasa.

## Presidente de Zambia (2002-2008)

### Campaña presidencial y polémica victoria
En las elecciones presidenciales de 2001, Chiluba hizo las paces con Mwanawasa a fin de proclamarlo como candidato presidencial, junto con el apoyo del Comité Ejecutivo Nacional del MMD. Entre sus promesas figuraba la continuación y mejora de la economía y política liberal que Chiluba había llevado a cabo durante su mandato, mejorar la cantidad de empleados en el sector privado, reducir la deuda externa, y reducir los índices de pobreza en el país (aproximadamente el 70% de la población está al margen de la pobreza). Su triunfo en la presidencia fue tan sorpresivo como polémico puesto que organismos internacionales consideraron que había habido serias irregularidades, como retraso en el recuento de votos y una lentitud que generó enormes filas en los votantes. Aun así, la Corte Suprema de Zambia consideró legal el triunfo de Mwanawasa, con un apoyo del 28,7% de los votos, frente a su rival, Anderson Mazoka, quién obtuvo un 26,7% de los votos, lo que se consideró una mayoría mediocre y poco confiable ante los estándares nacionales e internacionales.

### Primer mandato (2002-2007)

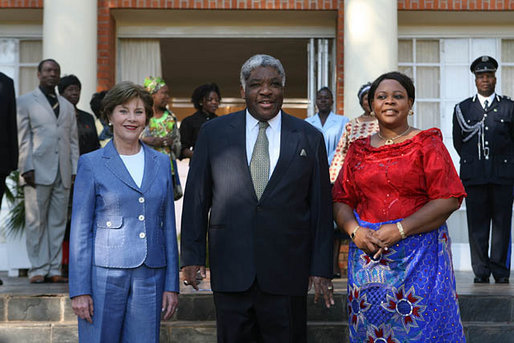
Levy Mwanawasa (centro), junto con su esposa, Maureen Mwanawasa (derecha), y la ex-primera dama de EE. UU Laura Bush (izquierda). Foto tomada el 28 de junio de 2007

El 2 de enero de 2002 jura como el 3° Presidente de Zambia, con un Parlamento bastante dividido, ya que su partido poseía 69 escaños sobre los 159 del Parlamento Zambiano, y con la presencia de disturbios y manifestaciones en donde consideraban su presidencia como ilegítima. Cinco días después, Mwanawasa presenta su gabinete, en el que él mismo se designa como Ministro de Defensa y jurando que no iba a tolerar casos de corrupción en los ministerios. 
Su campaña contra la corrupción tuvo su primer enfrentamiento en julio de 2002, cuando le quitó la inmunidad parlamentaria a su predecesor, Frederick Chiluba, al que acusó de malversación de fondos a gran escala, para beneficio personal, y familiar. En febrero de 2003, Chiluba fue arrestado y procesado por 169 cargos de corrupción, pero durante el juicio, Mwanawasa le ofreció un trato en el que si confesaba sus crímenes y devolvía la cantidad de dinero robada (en aquel entonces se estimó que había robado 43 millones de dólares), le otorgaría el indulto presidencial, lo que provocó indignación por parte de la ciudadanía y de la oposición, quienes no tardaron en acusar a Mwanawasa de poseer un doble estándar en su campaña anticorrupción. A pesar de ello, Chiluba rechazó la oferta y rompió todo tipo de relaciones con Mwanawasa, declarándolo su enemigo personal.
Entre otros conflictos que tuvo Mwanawasa, figuraron la destitución de su vicepresidente, Enoch Kavindele, y a su Ministro de Finanzas, Emmanuel Kasonde, porque consideraba que ambos no hacían lo suficiente para combatir la corrupción. Kavindele fue sucedido por Nevers Mumba, que permanecerá en el cargo hasta 2004, al acusar al mismo Mwanawasa de corrupción y abuso de poder. Hacia finales de ese año, Mwanawasa suspendió el proceso constituyente, alegando falta de presupuesto para que fuese llevado a cabo, lo que causó la indignación de la oposición, quienes argumentaron que Mwanabasa en realidad quería evitar que se llevará a cabo una de las propuestas, que consistía en incorporar una segunda vuelta presidencial, en caso de que ningún candidato superase el 51% de los votos. Mientras todo esto ocurría, los partidos de oposición, como el Frente Patriótico, liderado por Michael Sata iban cobrando fuerza en el Parlamento.
Durante su mandato también estallaron diversas manifestaciones, en las que criticaban la propuesta de aumentar el sector privado, puesto a que más que aumentar la empleabilidad, hizo que el desempleo aumentase de manera considerable; también se protestaba contra la corrupción y por la gravísima desigualdad económica adyacente en el país.
En 2005, dio un sorpresivo discurso, Mwanawasa se compadeció a pedir disculpas por no detener la crisis alimentaria que sufría Zambia desde 2002, en el que 4 de cada 10 zambianos padecía hambre, y la producción nacional de cereal no daba abasto suficiente para alimentar a toda la población,
Pese a todos los reveses que tuvo que enfrentar, durante su gobierno pudo retener y combatir la propagación del VIH en la población, reducir la deuda externa de 7200 a 6700 millones de dólares EE. UU., obtener ganancias por medio de la alza que tuvo el precio del cobre (principal producto exportador de Zambia) durante su gobierno. Sobre su campaña en el sector privado, hizo mejorar la condición económica, reduciendo la inflación al 10%, y en 2006, se generando buenas cosechas, las cuales pudo revertir la hambruna que estaba viviendo el país. En relaciones internacionales, Zambia fomentó enormemente las relaciones diplomáticas y comerciales con China, quién fue uno de los principales propulsores en la privatización de diversas industrias en Zambia, proporcionando un considerable avance económico en el país.

### Segundo mandato (2007-2008)
En abril de 2006, Mwanawasa sufrió una leve trombosis cerebral, lo que provocó una reducción de su agenda laboral, y a pesar de haberse recuperado, generó dudas de su condición física y psicológica, sobre todo cuando confirmó que se iba a postular a la reelección para el período 2007-2012. Las elecciones se llevaron a cabo el 28 de septiembre de 2006, en donde Mwanawasa obtuvo el 43% de los votos, frente a su rival, Michael Sata, que obtuvo un 29,4% de los votos. Los resultados oficiales se confirmaron el 2 de octubre, por la Comisión Electoral de Zambia, y a diferencia de la última elección, los organismos internacionales dieron una calificación positiva al manejo de las elecciones.
A principio de 2008, Mwanasawa se convirtió en uno de los primeros mandatarios africanos en condenar el régimen dictatorial de Robert Mugabe en Zimbabue, acusándolo de múltiples fraudes electorales, por su represión hacia sus críticos, por llevar a Zimbabue a una grave hiperinflación.
Entre llamamientos por la unidad nacional, Mwanawasa presentó su gabinete el 9 de octubre, en donde designó como vicepresidente a Rupiah Banda, que llamó la atención de los medios, puesto a que Banda pertenecía a la oposición.

## Enfermedad y muerte
El 29 de junio de 2008, mientras Mwanawasa se hallaba en Sharm el-Sheij, Egipto, para participar en la XI Asamblea de la Unión Africana, sufrió un gravísimo derrame cerebral a raíz de un accidente cerebrovascular, por lo que fue internado de urgencia: los médicos egipcios lograron detener la hemorragia, y el 1 de julio Mwanawasa fue enviado a Francia, ingresando en el Hospital Militar de Percy. Durante su hospitalización, Banda asumió la presidencia de forma interina, enfrentando las falsas noticias de que Mwanawasa había fallecido difundidas por los medios de comunicación extranjeros.
Finalmente, Mwanawasa falleció el 29 de agosto de 2008 a los 59 años, provocando diversas reacciones a nivel internacional, en la que los presidentes de entonces como George W. Bush de EE. UU, Nicolas Sarkozy de Francia y Gordon Brown de Inglaterra. Y a pesar de las rivalidades, Mugabe también mostró su sentido pésame, en la que lo consideraba un ''hermano y colega''. Los funerales de Estado se realizaron en Lusaka el 3 de septiembre, en la que asistieron decenas de mandatarios africanos, partidarios de su gobierno e inclusive, adversarios políticos como Michael Sata.

## Familia y Vida privada
Mwanawasa tuvo diversas conversiones de fe, a lo largo de su vida, convirtiéndose primero al cristianismo protestante en 1977, por la Iglesia Unida de Zambia, luego en 2001, tras casarse por segunda vez, se convierte a los Testigos de Jehová y en 2005, los abandona y se bautiza en la Convención Baptista Sureña.
En cuanto a su familia, se casó dos veces, en las que tuvo 6 hijos (dos con su primera esposa antes de divorciarse, y cuatro con su segunda esposa).

## Historial electoral

### Elecciones Generales de 2001
- Elecciones generales de Zambia de 2001[3]

| Candidato                 | Partido                                             | Votos     | %      | Resultado  |
| ------------------------- | --------------------------------------------------- | --------- | ------ | ---------- |
| Levy Mwanawasa            | Movimiento por una Democracia Multipartidaria (MMD) | 506.694   | 28,69% | Presidente |
| Anderson Mazoka           | Partido Unido para el Desarrollo Nacional (UPND)    | 472.697   | 26,76% |            |
| Christon Tembo            | Foro para la Democracia y el Desarrollo (FDD)       | 228.861   | 12,96% |            |
| Tilyenji Kaunda           | Partido Unido de la Independencia Nacional (UNIP)   | 175.898   | 9,96%  |            |
| Godfrey Miyanda           | Partido del Patrimonio de Zambia (HP)               | 140.678   | 7,96%  |            |
| Benjamin Mwila            | Partido Republicano de Zambia (ZRP)                 | 85.472    | 4,84%  |            |
| Michael Sata              | Frente Patríotico (PF)                              | 59.172    | 3,35%  |            |
| Nevers Mumba              | Coalición Nacional de Ciudadanos (NCC)              | 38.870    | 2,20%  |            |
| Gwendoline Konie          | Partido Socialdemócrata (SDP)                       | 10.253    | 0,58%  |            |
| Inonge Mbikusita-Lewanika | Agenda por Zambia (AFZ)                             | 9.882     | 0,56%  |            |
| Yobert Shamapande         | Liderazgo Nacional para el Desarrollo (NLD)         | 9.481     | 0,54%  |            |
| Total de votos válidos    |                                                     | 1.709.540 | 98,4%  |            |
| Votos nulos y blancos     |                                                     | 28.408    | 1,6%   |            |
| Total de votos            |                                                     | 1.737.948 | 100,0% |            |
| Participación ciudadana   |                                                     | 2.604.761 | 67.8%  |            |

### Elecciones Generales de 2006
- Elecciones generales de Zambia de 2006.[3]

| Candidato               | Partido                                             | Votos     | %      | Resultado  |
| ----------------------- | --------------------------------------------------- | --------- | ------ | ---------- |
| Levy Mwanawasa          | Movimiento por una Democracia Multipartidaria (MMD) | 1.177.846 | 43,0%  | Presidente |
| Michael Sata            | Frente Patriótico (PF)                              | 804.748   | 29,4%  |            |
| Hakainde Hichilema      | Partido Unido para el Desarrollo Nacional (UPND)    | 693.772   | 25,3%  |            |
| Godfrey Miyanda         | Partido del Patrimonio de Zambia (HP)               | 42.891    | 1,6%   |            |
| Winwright Ngondo        | Partido del Congreso de Todo el Pueblo (APC)        | 20.921    | 0,8%   |            |
| Total de votos válidos  |                                                     | 2.740.178 | 98,3%  |            |
| Votos nulos y blancos   |                                                     | 48.936    | 1,7%   |            |
| Total de votos          |                                                     | 2.789.114 | 100,0% |            |
| Participación ciudadana |                                                     | 3.941.229 | 70,7%  |            |

| Predecesor: Frederick Chiluba | Presidente de Zambia 2002-2008 | Sucesor: Rupiah Banda |